# 시리아 내전의 난민
40만명이 넘는 시리아 국민들이 시리아 내전을 피해 시리아를 떠나고 있다. 이들 중 대부분은 인접국가인 튀르키예, 레바논, 요르단, 이라크 등으로 입국한다. 이들 중 수천명이 넘는 사람들이 먼 거리를 건너 페러스이만, 북아프리카, 유럽으로 건너가기도 한다. 2015년 2월, 튀르키예는 세계에서 가장 시리아 난민을 많이 받은 국가가 되었다. 20만명이 넘는 난민을 수용했고, 난민을 지원하는데 60억 이상을 사용하고 있다.
난민 위기는 2011년에 시작되었다. 난민들은 2011년 인접국가인 튀르키예와 레바논 국경을 가득 메우기 시작했다. 2011년 6월 초, 1만 5천여 명의 시리아 난민들은 시리아와 튀르키예의 국경근처에 텐트촌을 만들어 피난처를 마련하기 시작했다. 6월이 끝날때쯤, 5천여 명의 난민들은 시리아로 돌아갔다. 그렇지만, 레바논에 있는 시리아 난민의 수는 거의 1만여명에 달하였다. 7월 중순쯤, 처음으로 요르단 보호소에 있는 난민들이 확인되었고, 12월 말에는 1500명에 달하게 되었다. 9월 21일 EU는 12만명의 시리아 난민들을 받아들이는 계획을 승인하기에 이르렀다.
2015년에는, 가짜 시리아 여권이 발견되었다. 시리아인이 아닌 사람들이 합법적으로 유럽에 거주하기 위해 사용한 것으로 밝혀졌다. EU 국경 수비대에 따르면, 가짜 시리아 여권이 늘어나고 있으며 9월에 이르러서는 독일당국에서 시리아 여권을 사용해 입국하려는 용의자를 체포했다.

## 내전의 역사

### 2011
튀니지, 이집트, 리비아에서 시작된 ‘아랍의 봄’은 시리아 국민들에게 새로운 바람을 불어넣었다. 시리아 국민들은 평화시위를 위해 거리에 뛰쳐나왔고, 시리아 정부의 정책적 발전과 반정부에 대한 시위를 벌이기 시작했다. 정부는 강력하게 대응했다. 시위대를 향해 총을 발포했고, 고문하고, 죽이기 시작했다. 이 상황은 내전으로 급변하기 시작했다. 현재 시리아는 아사드(알아사드) 정권, 반군, 이슬람 극단주의자가 점령하는 3개의 영토로 분열되어 있다. 내전은 현재도 계속되고 있다.
2011년 5월 3일, 300여명의 시리아인들이 튀르키예 국경을 넘었다. 튀르키예 대통령, 압둘 귈(Abdullah Gül, )은 시리아 난민들이 갑작스레 밀어닥치는 최악의 상황에 대해서 대비하고 있다고 말했다. 또한 서쪽 Hatay지방에 이미 작은 시리아 난민 캠프를 마련해 두었다고 발표했다. 그곳에는 4월 29일 도망친 263명의 시리아 난민들이 머무르고 있다고 말했다.
5월 중순에 이르러, 700명에 이르는 Tel Kalakh지역의 시리아인들이 레바논 북서쪽 Mkaybleh지역을 통해 국경을 넘었다. 레바논 북쪽 Wadi Khaled지역의 유명한 종교인인 Sheikh Abdullah에 따르면, 5월 중순까지 10일 동안 1350명이 넘는 시리아 난민들을 받아들였다고 하다. 대부분은 여자와 아이들이었으며 더 많은 사람들이 도착할 것이라고 예상된다고 말했다.
2011년 5월 14일, 유엔 난민 기구 대변인 Melissa Fleming은 레바논으로 국경을 건넌 시리아 난민은 최소 1000명을 넘을것이라고 발표했다. 또한 최소 250명이 튀르키예 국경을 넘었을 것이라고 발표했다.
Jisr al-Shughour 지역을 통제하려는 작전으로 인해, 튀르키예-시리아 국경의 상황이 변했다. 41,000명의 Jisr al-Shughour 지역 사람들이 시리아 군대의 공격을 피해 마을을 떠나야했다.곧바로, 영국의 가디언지는 Jisr al-shughour지역의 2500명의 시리아 국민들이 튀르키예 남쪽 국경을 넘었다고 발표했다. 그렇지만, 6월 중순쯤 튀르키예와 시리아의 국경을 넘은 난민의 수는 10,000명을 넘을거라고 발표했다.
6월 중순쯤, 인권협회는 레바논에 있는 시리아 난민의 수는 8500명 정도라고 말했다. 대부분은 Akkar과 Tripoli지역에 집중되어 있었으며, 주변 국가로 국경을 건넌 시리아 난민의 숫자는 20,000명이 넘을것이라고 발표했다. 시리아 군대가 튀르키예 국경에 모이면서, 6월 23일까지 하루에 수백명의 난민들이 몰려들었고 총 11,700명에 이르렀다.
7월 15일 공식집계된 숫자에 따르면, 튀르키예에 있는 시리아 난민의 숫자는 15,228명 이었다. 시리아 내전과 시위대에 대한 시리아 대통령 Bashar al-Assad의 강력진압이 주요 원인이었다.5,000여명의 시리아 난민들이 다시 시리아로 돌아갔고 10,227명의 난민이 튀르키예에 남았다.
레바논에서 집계된 시리아 난민의 수는 8월말 2,600명에 이르렀다. 수천명이 불법적으로 레바논에 머무르고 있었다. 유엔난민기구에 따르면, 몇명의 8월 29일 120명의 시리아 난민들이 레바논으로 국경을 넘었다고 발표했다.   Al-Arabiya는 Wadi Khaled지역에 5월 5,500에 이르던 시리아 난민의 숫자는 2,500명으로 줄어들었다고 밝혔다.  대부분의 시리아 난민들은 아랍과 배두인 지역의 사람들이었다. 인도적 지원 캠페인은 “시리아 난민 구제”라는 이름으로 시행되기 시작했다.
9월 까지, 레바논에 거주하는 시리아인의 수는 4천명이라고 집계되었으며 최대는 6천명까지 집계할 수 있었다.  7월과 8월사이 많은 시리아 인들이 시리아로 돌아갔지만, 9월 초 튀르키예는 시리아 난민들을 위한 여섯개의 캠프를 만들었다. 그때쯤 튀르키예에는 초기 15,000명이 있었지만 6,000명 만 남아있었다.
11월에, 튀르키예에 있는 시리아 난민의 숫자는 7,600명으로 집계 되었다.
12월에는, 레바논에 있는 시리아의 난민의 숫자는 5,000명에 이르렀다. 12월 중순쯤, 요르단에 있는 시리아 난민은 1,500명이라고 했지만, 1,000여명이 비공식적으로 더 머무르고 있었다. 2011년 말에는, 리비아의 피난처에 또 다른 시리아 난민들이 수 천명 머무르고 있는 것으로 알려졌다.

### 2012

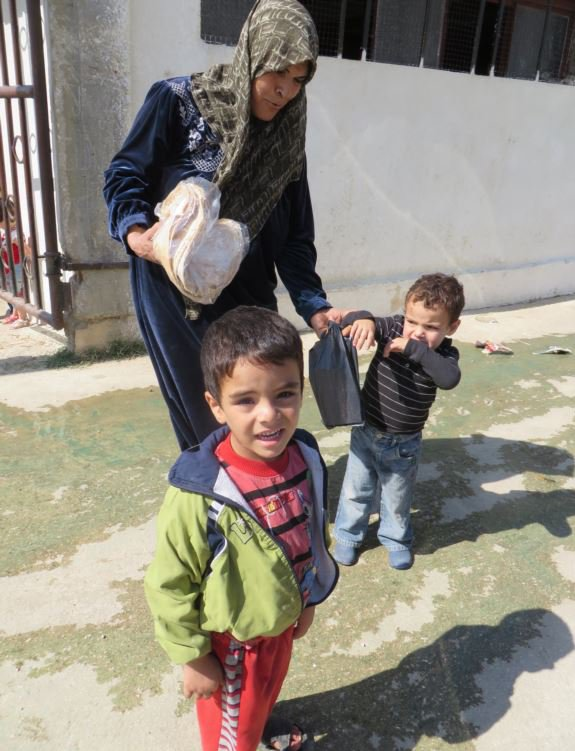
레바논과 시리아 국경에 있는 시리아 난민들

2012년 1월 14일, 유엔난민기구에서는 레바논에 있는 시리아 난민의 숫자가 5,238명이라고 발표했다.  거의 1,000명이 가족 구성원이었다. 발표 직전 일주일만에 200명의 시리아 난민들이 등록되었다. 1월 말쯤에는, 레바논에 6,375명의 시리아 난민이 집계되었다.
또한 1월에는, 이스라엘은 시리아 정부 붕괴에 대한 준비를 하고 있다고 밝혔다. Golan지역의 Alawite난민들이었다.
2012년 2월 초, 요르단은 시리아의 과격 시위가 과격해짐에 따라 시리아 난민 캠프를 개방해야 한다고 발표했다. 요르단에 3,000여명의 시리아 난민이 집계되었고, 튀르키예에는 9,700여명의 시리아 난민이 머무르고 있는 것으로 집계되었다.
2012년 3월 4일, 시리아 군대의 진압이 심해지면서 레바논에 유입되는 시리아 난민의 숫자는 급격하게 증가한다고 보고 되었다. 새로운 시리아 난민의 정확한 숫자는 집계되지 않았지만 대략 2,000명에 이를 것으로 집계되었다.
튀르키예 또한 3월달에 이르러 매일 수백명의 시리아 난민들이 증가하고 있다고 보고했다. 새로운 난민의 유입으로, 튀르키예 하타이(Hatay) 지역의 난민의 숫자는 (UN공식집계) 13,000명에서 13,500명에 이를것이라고 보고되었다., 다른 지역에도 수천명의 난민들이 유입되는 것으로 나타났다. 시리아 국경에 인접한 튀르키예지역당국에 따르면, 새로운 시리아 난민의 숫자는 50,000명에 이를것이라고 보고되었다. 이에 따라 하타이, 킬리스, 가지안테프, 샨리우르파 지역에 새로운 텐트 촌을 건설하기 시작했다고 밝혔다. 또한, 3월 18일 튀르키예에 있는 시리아 난민의 숫자는 14,700명으로 보고되었다.
요르단에서는, 80,000명의 시리아 난민이 도착했다고 보고되었다. 요르단 정부는 대부분의 새로운 난민들은 람다와 마프라크 지역으로 옮겨졌다고 말했다. 또한 난민들의 계속적인 유입에 대비해 30,000평방 미터의 크기의 난민 캠프를 건설중에 있다고 밝혔다. 유엔 난민 기구는 요르단에 있는 시리아 난민의 숫자가 5,000-8,000명에 이를것으로 내다보았고, 요르단의 학교에서 5,000명의 시리아 학생들을 수용한 것으로 보인다고 밝혔다.
3월 24일 경에는, 이라크 크루디시 지역에 시리아 난민의 수가 1,000명에 이르렀다. 이라크 크루디시(Kurdish) 지역 출입국 사무소에 따르면, 1,000여명의 정신질환자, 60여 가족, 시리아 군 탈출자 들이 크루디시 지역으로 유입되었다고 밝혔다. 크루디시 지역의 난민들은 도미즈 캠프에서 피난처와 의료지원을 받았다. 크루디시 지역의 남성 난민들은 캠프 근처에서 군사 훈련을 받았다. 시리아 내부에서 크루디시 지역에 집중된 테러공격을 방어하기 위한 목적이었다.

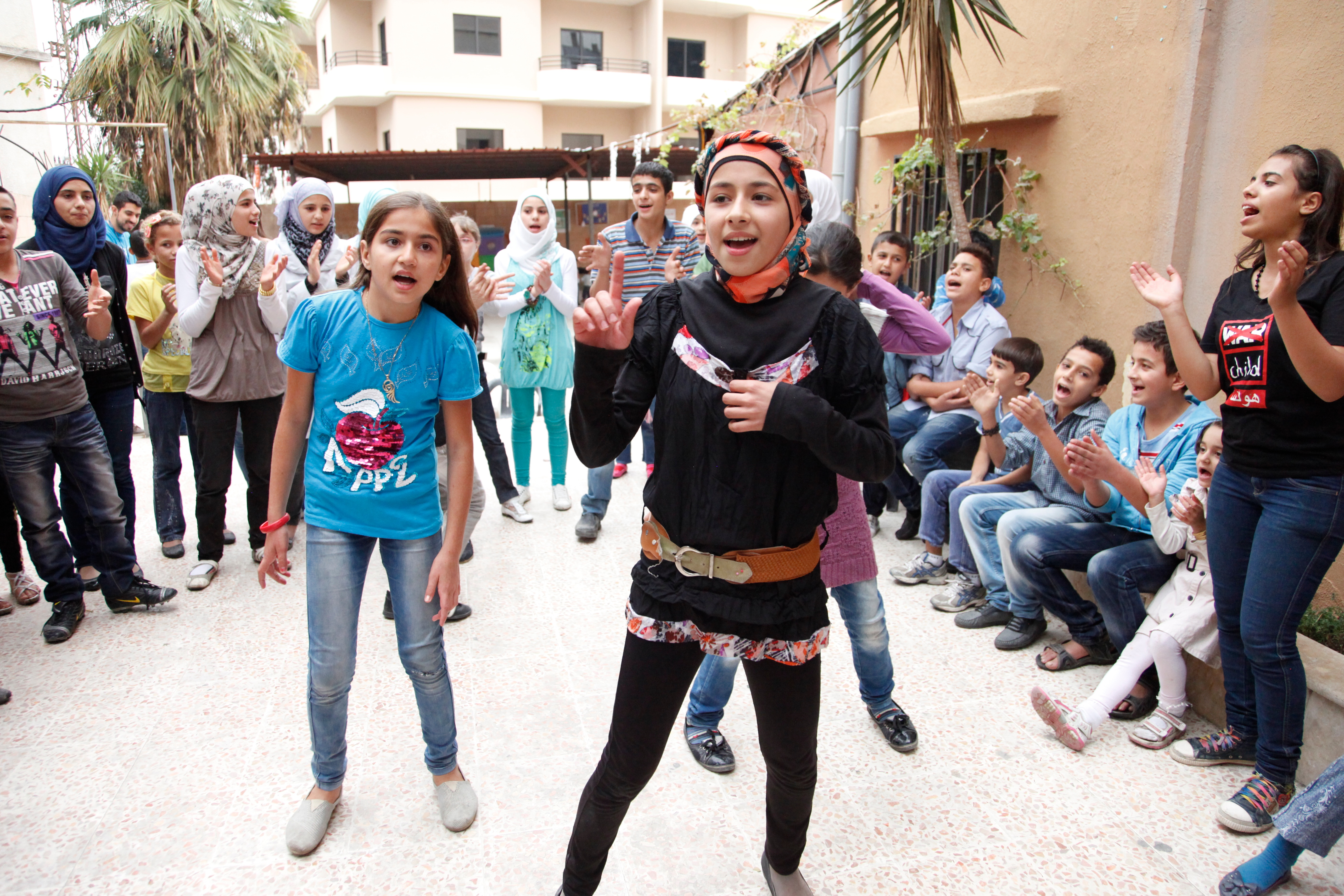
레바논에 있는 시리아 난민 어린이들. 내전의 아픔을 잊기 위해 춤추고 노래하는 모습

코피아난의 평화 계획에 의해  4월 10일 휴전이 예상되어있었지만 앞선 시리아 군의 공격 때문에 2012년 4월 튀르키예로 유입되는 시리아 난민의 숫자는 최고치에 이르렀다. 4월 4일 2800명, 4월 5일 2300명의 난민이 튀르키예의 국경지역으로 옮겨갔다. 4월 6일 튀르키예에 있는 난민의 수는 23,835명에 이르렀다. 4월 10일, 코피 아난이 튀르키예의 난민캠프를 방문했을 때는 25,000명 정도까지 증가했다. 튀르키예의 수도 앙카라에서, 튀르키예 외무장관 아흐멧 다부토글루는 더 많은 난민이 유입될 경우, 유앤과 국제사회에 대해 더 많은 행동들을 요구하는 동시에 시리아의 아사드 대통령에게 휴전협정에 의한 약속을 따라 줄 것을 요청했다.
4월 10일, UN은 주변국에 있는 시리아 난민의 숫자가 몇주동안 40퍼센트 이상 증가했다고 말했으며, 55,000명의 등록된 난민중 절반은 18세 이하의 어린아이들이었다. 최소 20,000명이 등록되지 않은 것으로 집계되었으며, 시리아 내부적으로도 200,000명 이상이 거주지를 옮긴것으로 파악되었다.
5월에는, 3,171명의 시리아인들이 유엔난민기구(UNHCR)의 성명에 따라 난민으로 등록되었다. 매일 10-15 가족들과 50-65명의 개인들이 계속해서 난민으로 등록되고 있다고 알려졌다.

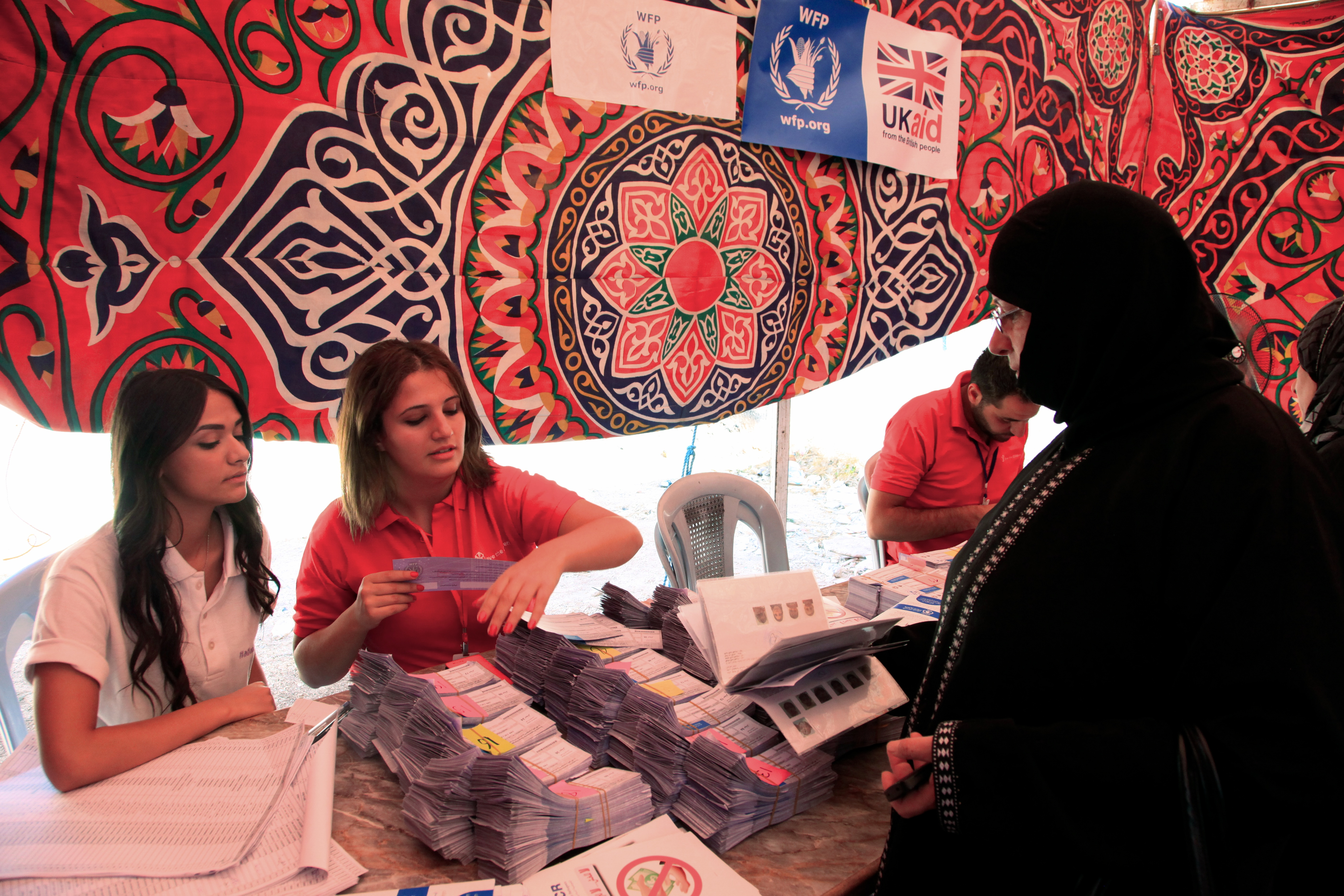
UK-funded food vouchers (worth £15 per person per month) are distributed to Syrian refugees in Amman, Jordan, through the World Food Programme.
요르단 암만에 세워진 영국이 지원한 시리아 난민을 위한 식료품 센터. 세계식량프로그램을 통해 세워졌다.

2012년 5월, 보고타 지역의 유엔난민기구에서는 시리아 난민들이 콜롬비아 NGO, 목회자들의 도움을 얻어 콜롬비아에서 정치적 망명의 자격을 얻었고, 직업을 얻을 수 있게 되었다고 밝혔다.
6월이 시작될때쯤, 4,000명 이상의 쿠르드 지역 사람들이 시리아에서 계속된 군사작전을 피해 쿠르드인근 이라크 지역으로 옮겨갔다. 요르단에 있는 난민의 숫자는 120,000명에 이를것이라고 집계되었으며, 이로 인해 요르단의 식수조달에 차질이 생길 수 있다고 발표되었다.  요르단에 있는 시리아 난민들은 요르단 북쪽 지방인, 마프라크, 아비드, 람다, 제라스, 아룬지역에 집중되었다. 레바논에서는, 유엔난민기구에 공식적으로 등록된 난민의 수가 17,000명에 이르렀으며, 레바논 전체로 보았을 때 등록되지 않은 난민까지 더해져 26,000여명이 머무르고 있을 것으로 예상되었다. 난민의 대부분은 여자들과 어린아이들이었다. 튀르키예에 머무르는 시리아 난민의 수는 24,500명까지 치솟았다. 6월이 시작됨과 동시에 400명의 추가적인 시리아 난민들이 유입되었기 때문이다.
레바논의 제보에 따르면, 시리아 내부에서 폭력이 심해지면서, 7월 18-20일 사이에 19,000에 가까운 시리아인들이 레바논으로 옮겨왔다.   UN난민기구에서는 요르단에 등록된 시리아 난민의 수가 대략 35,000명에 이를것이라고 내다보았지만, 국경지역으로 피난한 난민의 수까지 합하면 140,000명을 넘을것이라고 말했다. 유엔난민기구는 이 지역을 전체를 통틀어 2012년 7월 17일까지 등록된 난민의 수는 112,000명이라고 발표했다.
이라크 쿠르디시 지역에는 6,500명의 난민이 등록되었으며 1,400명이상이 등록을 기다리고 있었다. 레바논에 등록된 전체 난민의 숫자는 7월 17일 28,100명에 이르렀으며, 2,000명의 또다른 난민들이 등록을 기다리고 있었다. 튀르키예에서는, 7월 21일까지 등록된 난민의 수는 43,000명을 넘었다.  튀르키예에 머무르는 난민들 중, 1,000여명은 튀르키예 지역의 난민캠프의 열약한 환경때문에 시리아로 돌아가야만 했다.
8월 9일, 124명을 싫은 시리아 난민 구명정이 처음으로 이탈리아에 도착했다. 유엔난민기구에서는 8월 중순경 까지, 2012년 난민의 전체 숫자가 200,000명을 초과했을것이라며 유엔에서 집계한 180,000명을 넘어섰다고 발표했다.

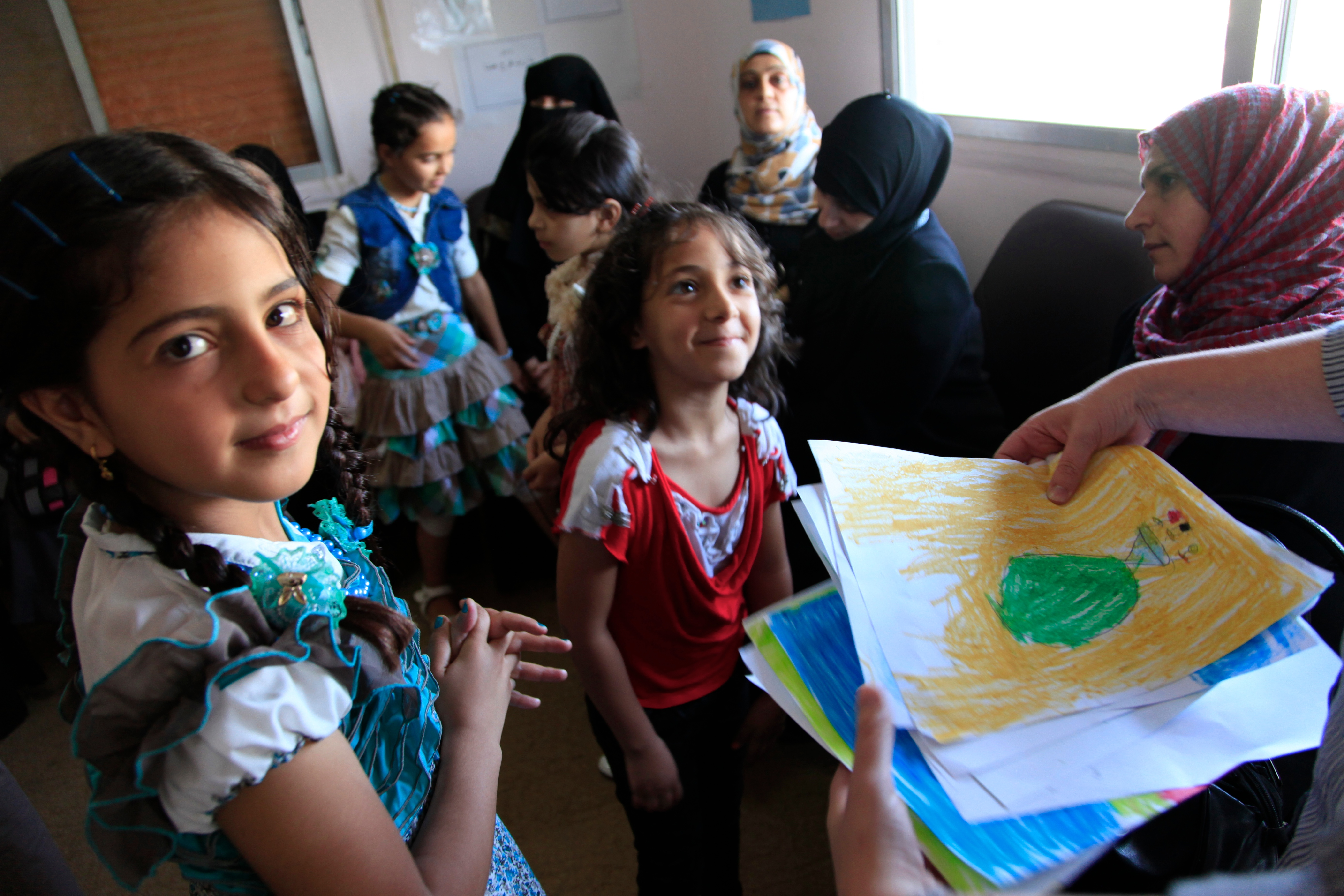
Refugee children from Syria at a clinic in Ramtha, northern Jordan
요르단 북쪽, 람다에 있는 병원에서 치료를 받는 시리아 난민 어린이들

2012년 8월 말에 이르러, 이라크 크루디시 지역의 시리아 난민의 수는 35,000명을 넘어섰다.
유엔난민기구의 데이터에 따르면, 2012년 12월에는 전체 시리아 난민의 수는 408,000명을 넘어섰다. 대부분은 튀르키예, 요르단, 레바논, 이라크(이라크 크루디시 지역)에 머무르고 있었다. 튀르키예에 있는 시리아 난민의 수는 135,519명으로 집계되었으며, 이라크에는 8,852명이 이라크 크루디시 지역에는 추가로 54,000명의 난민이 머무르는 것으로 파악되었다. 레바논에서는 109,081명의 난민이 머무르고 있었으며, 41,712명이 등록을 기다리고 있었다. 요르단에서는 100,368명의 난민이 머무르고, 41,524명의 난민이 등록을 기다리고 있었다.추가적으로 2012년 12월 30일, 이집트에서는 12,915명의 난민이 등록되어 있었고, 최소 150,000명의 시리아 난민들이 이집트 내에 머무르고 있다고 알려졌다.

### 2013
여성 난민의 숫자가 급증하며 우려의 목소리가 높아지기 시작했다.
시리아 있던 기독교도인들이 미국 기독교회의 도움을 받아 시리아를 빠져나와 미국으로 도착하기 시작했다.
I8월에는, 불가리아에도 엄청난 수의 시리아 난민들이 불법적으로 들어오기 시작했다. 불가리아는 늘어나는 시리아 난민을 수용하기 위해 EU와 국제적십자위원회에 도움을 요청했다. 불가리아의 국경은 튀르키예와 접경지었기 때문에, 연말까지 10,000명의 난민들에게 쉼터를 제공할 수 있었다. 불가리아 시리아 난민센터와 정부는 불법적으로 불가리아로 들어오는 시리아 난민들을 수용하기 위해 튀르키예와 힘을 합쳐 새로운 지역들을 찾기 시작했다.

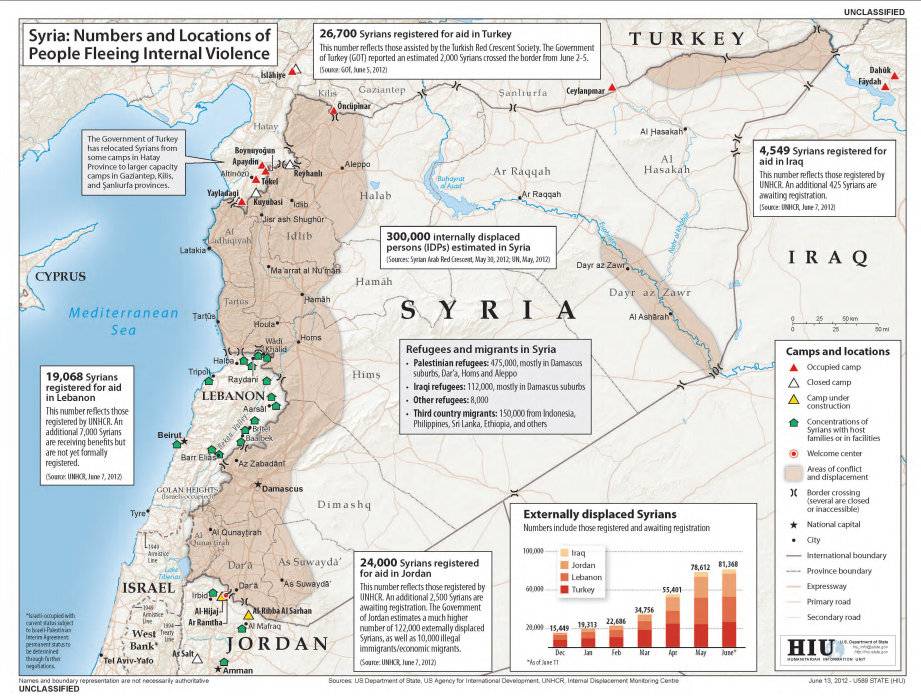
2012년 6월, 시리아 난민의 숫자와 이주지역

8월, UN은 수천명의 시리아 난민 그룹이 시리아를 떠나 이라크 크루디시 지역으로 피신했고 밝혔다.
9월, 이탈리아에서도 시리아 난민의 수는 급증했다. 이탈리아에 있던 시리아 난민의 대부분은 1차로 튀르키예로 피신한 다음, 2차로는 이집트를 거쳐 이탈리아로 들어왔다.
9월, 스웨덴 이주 당국은 시리아의 분쟁이 심각해 짐에 따라 스웨덴에 망명신청을 한 시리아인들에게 영주권을 부여한다고 발표했다. 스웨덴이 EU에서 처음으로 이러한 법안을 통과시켰다. 이 결정으로 인해 임시적으로 스웨덴에 머무르던 8,000명의 시리아 인들은 스웨덴에 영원히 머무를 수 있게 되었다. 그들은 또한, 가족들을 스웨덴으로 데려올 수 있는 권리도 부여받았다. 스웨덴의 시리아-아랍 문화 부분 부회장인 마렉 레스커는 이러한 결정을 반기면서도, 여러 문제들을 야기시킬 수 있다고 경고했다. 마렉 레스커는 밀입국 시장의 도화선이 될 수 있다고 말하며 “스웨덴이 처음으로 시리아 난민을 위해 문을 연 결과는 긍정적인 동시에 부정적이기도 하다”, 라고 말했다.

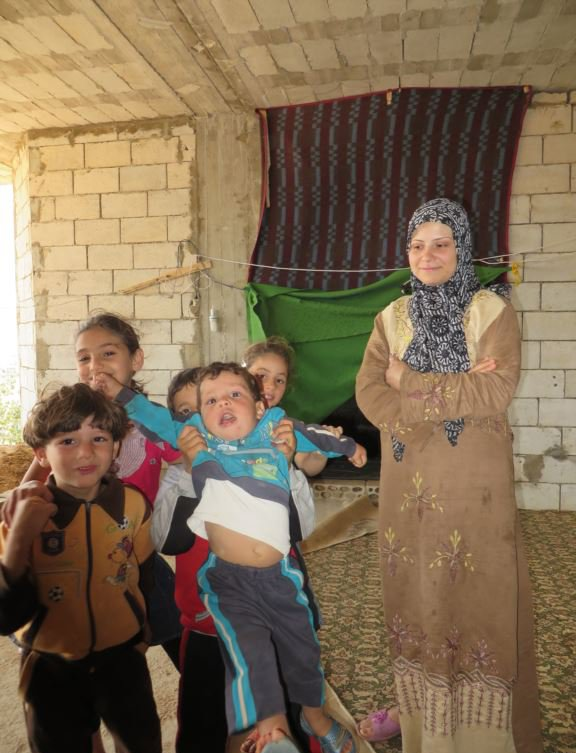
2013년, 다마스쿠스의 집을 버리고 도망친 시리아 난민

9월, 남아메리카(아르헨티나와 브라질의 주도하에)의 국가들 또한 시리아 인들을 위한 피난처를 제공하기로 결정했다.9월에는,  300명이 넘는 시리아 난민이 이미 아르헨티나에 도착한 상태였다. 게다가, 브라질은 아메리카 대륙에서 처음으로 인도주의적인 차원에서 시리아 난민들에게 비자를 발급해준 첫번째 국가였다. 시리아 주변 튀르키예, 레바논, 요르단, 이라크에 있던 브라질 대사관에서는 시리아 난민들에게 비자를 발급해주었다. 망명을 요청하는 것은 브라질에 도착한 후 할 수 있었다. 브라질이 제공한 인도주의적 비자 발급은 시리아 주변국에 살고있는 가족 구성원들도 신청할 수 있었다.
시리아 내전은 아사드 대통령 아래서 대리전쟁으로 바뀌고 있었다(시리아 내전의 대리전쟁). 100,000 이상의 시리아 인들이 죽었고, 1,500,000명이 넘는 시리아 인들이 중동지역에서 난민이 되었다.

### 2014
2014년 8월 말, UN은 650만명이 시리아를 떠났다고 발표했다. 300만명이 레바논 요르단, 튀르키예 등으로 거주를 옮겼으며 또다른 350만명은 등록을 기다리고 있다고 발표했다. 수십만명의 다른 난민들은 공식적으로 집계되지 않는다고 발표했다. 유엔난민기구는 “시리아 위기는 현 시대의 가장 큰 긴급한 인류적 문제이다. 그렇지만 아직 세계는 난민을 받아들이는데 힘을 다하고 있지 않다.” 라고 말했다.
2월 13일 뉴욕 타임즈는 튀르키예의 킬리스 캠프를 예로 들며 ‘완벽한 난민 캠프를 짓는 방법’이라는 기사를 작성했다. 킬리스 난민 캠프는 NGO단체가 아닌, 튀르키예 재난재해본부에서 관리하고 있었다. 14,000명의 난민들은 깨끗하고 잘 관리된 시설에서 지내고 있었다.

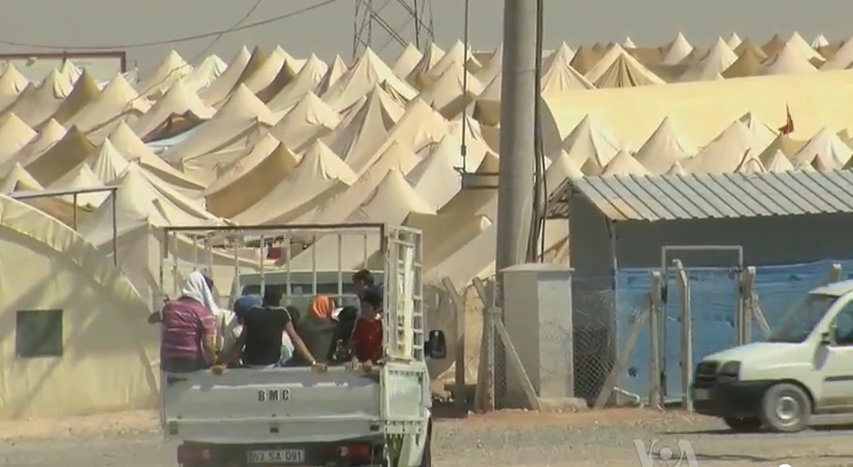
2012년 3월, 시리아에서 50마일 떨어진 튀르키예 국경의 난민캠프

유엔난민기구에서는 전 세계적으로 시리아 난민의 숫자가 세계2차대전의 난민숫자를 뛰어넘었다고 발표했다. 2014년 최근의 급증한 난민의 숫자는 시리아 내전때문이었다. 9월, 이슬람 학자 위원회에서는 시리아 군의 Arsal 난민캠프 습격으로 인한 인권적 침해가 있었다고 비난했다. 성명문에서 ‘시리아 난민들에 대한 보복은 결코 정당화될 수 없다’고 밝혔다. 또한, ‘Arsal 난민캠프 수감자들에 대한 고문과, 폭력에 대한 투명하고 공정한 조사가 이루어져야 한다고’ 말했다. Arsal지역의 시리아 난민들에 대한 시리아 군의 습격은 계속되었다. 레바논 군대는 3명의 오토바이를 탄 무장괴한이 주변 지역의 캠프들에도 불을 지르려는 시도가 있었다고 말했다.
100만명의 시리아 난민들이 2014년 유엔난민기구에 등록 되었다. 대부분의 난민들은 ISIS로 인한 시리아 내부 불안정성 때문에 튀르키예로 떠나야 했다. 레바논은 경제적 난민들을 받아주었고, 요르단은 2013년에 비해 훨씬 적은 난민들을 받아들였다.
2014년 9월 우루과이도 시리아 난민의 유입을 허용하기 시작했다.

### 2015

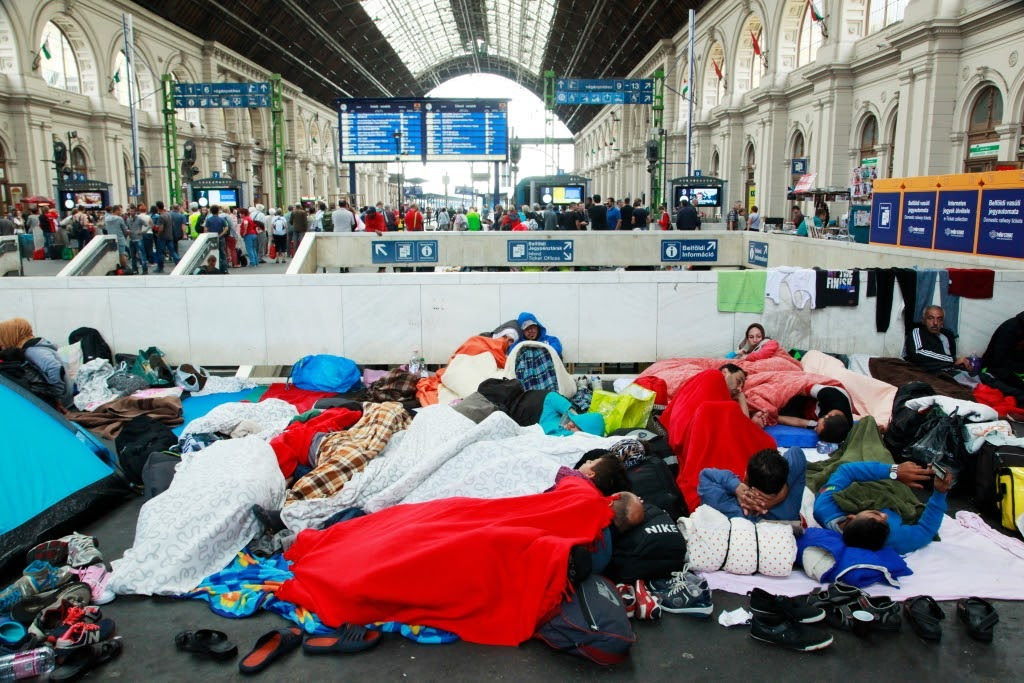
2015년 9월 4일, 부다페스트 켈리티 기차역의 시리아 난민들

2015년 7월 9일, 유엔난민기구에서는 400만명의 시리아 난민들이 밀려들고 있다고 발표했다. 대부분은 튀르키예와 레바논, 요르단, 이라크에 거주하고 있었다.
2015년 6월까지, 많은 시리아 난민들이 UN회원국들로 국경을 넘어갔다. 8월에, 난민의 숫자는 독일이 8만9천명으로 가장 많았고 스웨덴은 6만2천명이 넘어섰다.
10만명이 넘는 난민이 7월 한달에만 유럽으로 국경을 넘었다. 2015년 9월, 하루 평균 8천명 이상의 난민들이 유럽으로 국경을 넘는다고 보고되었다.

위원회에서는 EU로 건너온16만명의 망명자들을 새로운 곳으로 이주시키는 법안을 개정중에 있다고 말했다. 망명에 대한 법안은 새로운 이민자들의 유입에 관한 내용도 포함하고 있다고 밝혔다."

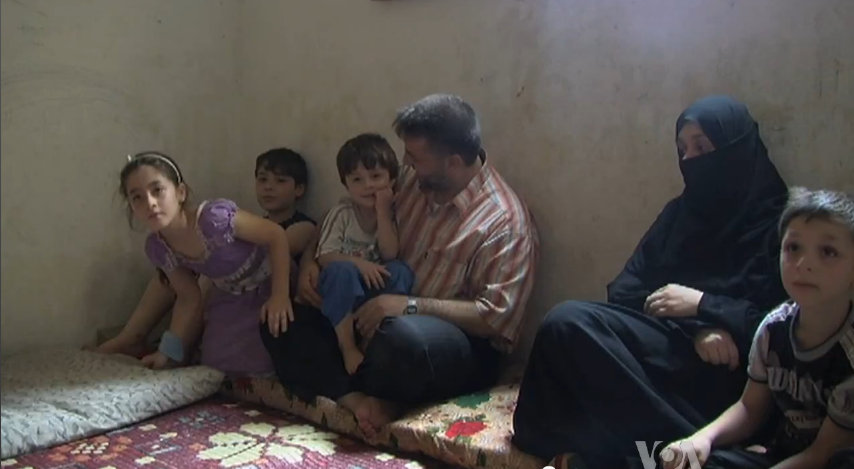
레바논에 머무르는 시리아 난민들 (2012년 8월 6일).

BBC에 따르면 시리아와 가까운 사우디 아라비아와 부유한 걸프해협의 국가들에서는 망명신청을 거절했다고 말했다." BBC는 또한 시리아 난민들 중 이미 걸프해협의 국가들에 정착한 사람들이 가장 성공적인 난민들이라고 말했다." 사우디 아라비아에서는 이와는 반대의 의견이 있다. 시리아 난민들과 관련해 사우디 아라비아에서는 ‘잘못된 오해’라고 말하고 있다고 가디언지는 밝혔다. 사우디 아라비아에서는 이미 10만명에 이르는 난민들이 거주하고 있다고 말했다. 걸프해협의 국가들은 UN의 새로운 국가들의 난민논의와 관련해 반대입장을 고수하고 있다." 걸프해협 지역의 유엔난민기구에서는 50만명의 시리아 난민이 사우디아라비아에 있으며 시리아 국적이 아닌 ‘고통받는 아랍의 형제 자매들’로 불린다고 말했다. 알 자지라와 아랍권 뉴스에서는 사우디아라비아가 2011년부터 250만명에 가까운 시리아 인들을 받아주고 있다고 보도했다. 그렇지만 이 보도에 대해서는 정확히 입증할 자료가 없다.
2015년 9월 21일, UN국가들은 12만명에 이르는 새로운 난민들을 받아들일것을 통과시켰다. 28개국중 23개국이 찬성했다." 체코, 헝가리, 루마니아, 슬로바키아는 반대했고 핀란드는 기권했다 헝가리와 슬로바키아와 같은 가난한 국가들은 수 많은 난민을 받아들일 경제적인 문제에 난색을 표했다. 독일과 스웨덴과 같은 부유한 국가들은 윤리적 다양성과 인도적 차원의 지원을 약속했다.
2015년 10월, 유엔인권위원회의 위원장은 체코가 시리아 난민들을 모욕적인 방법으로 잡아두고 있다고 말했다. 또한 90일 동안 억류시키고 했다고 말했다.

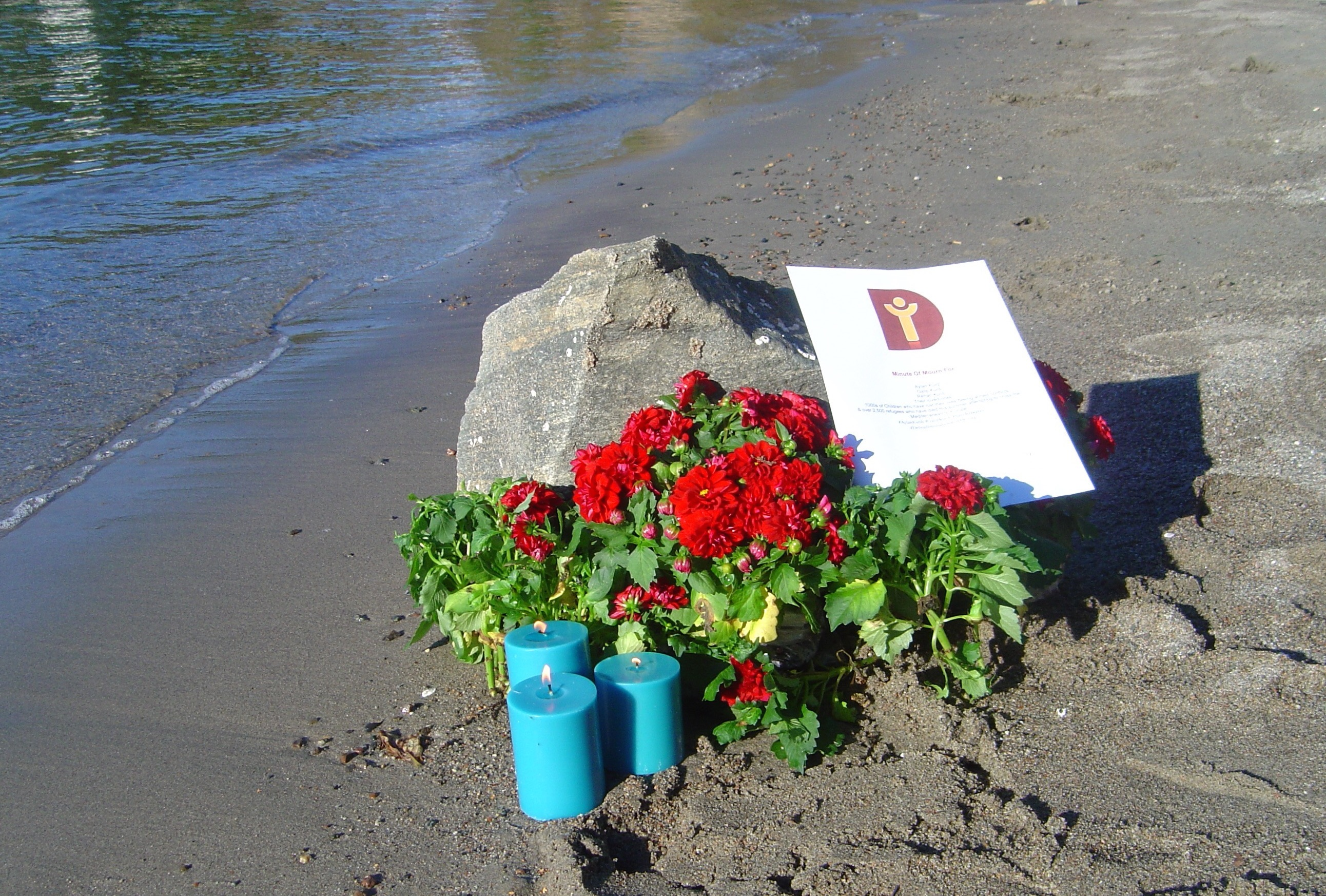
아일란 쿠르디를 기억하기 위한 기념비

### 아일란쿠르디
2015년 9월 3일, 3살 밖에 안된 시리아 난민 아일란 크루디는 난민보트에서 떨어져, 익사한 상태로 튀르키예의 해안에서 발견되었다 이 3살 아이의 사진은 시리아 난민과 관련한 아이콘이 되었다.   얼마 후, 이 아이의 아빠가 이 비극을 초래한 밀수업자의 일원이라는밝것이며, 졌짐만사실이라고 밝혀졌다.  그 결과로 캐나다는 이 가족의 망명신청을 받아들였었지만 다시 기각해버렸다.

### 더블린 조약 보류

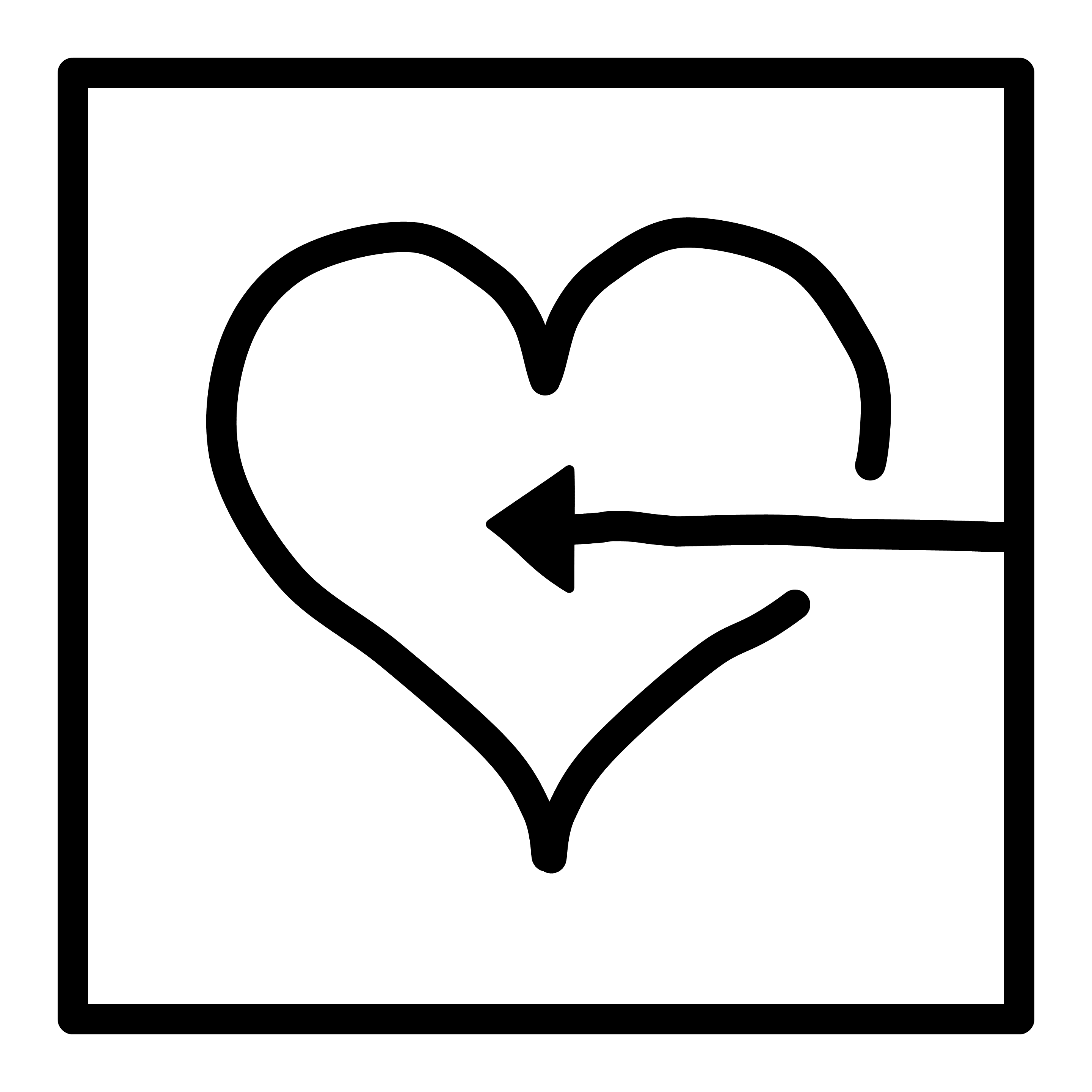
시리아 난민을 환영한다는 심볼

더블린 조약( 핵심 내용은 유럽으로 들어오는 난민은 처음 입국한 국가에서 망명 신청을 해야 한다는 것이다.  )에 따르면, EU국가에 망명을 위해 불법적으로 국경을 건넌경우에 다시 전에 있던 곳으로 밀입국자를 되돌려 보내는 조약이 있다. 2015년 난민 위기 때, 헝가리는 망명신청과 관련해 더블린 조약에 따라 망명신청자를 되돌려보냈다. 이 결과 국제사회에서 과도한 부담을 지게 되었다. 2015년 8월 독일은 시리아 난민에 한정해서 더블린 조약을 적용하지 않기로 결정했다.  9월에는 체코 또한 독일과 함께 시리아 난민사태와 관련해 더블린 조약을 적용하지 않기로 결정했다.

2015년 9월 5일, EU국가들의 의무적인 시리아 난민 수용 쿼터를 수행하기 위한 계획
승인
정착지원금 제공
거절

## 시리아 사람들의디아스포라귀환
체르케스 지역 시리아 인들은 자신들의 역사적 구역인 체르케스로 돌아오고 있다. 시리아 내부의 체첸과 오세티안 디아스포라는 캅카스 구역으로 돌아오는 것으로 인식되고 있다.
A시리아에 있는 아르메니아 사람들 또한 아르메니아로 돌아오고 있다. 아르메니아에는 킬리키아 학교가 세워졌다. 이는 시리아-아르메니아 난민 어린이들의 교육을 계속하기 위해서이다. 쿠웨이트와 오스트리아로부터 지원을 받았다.

## 시리아 난민에 대한 지역별 반응

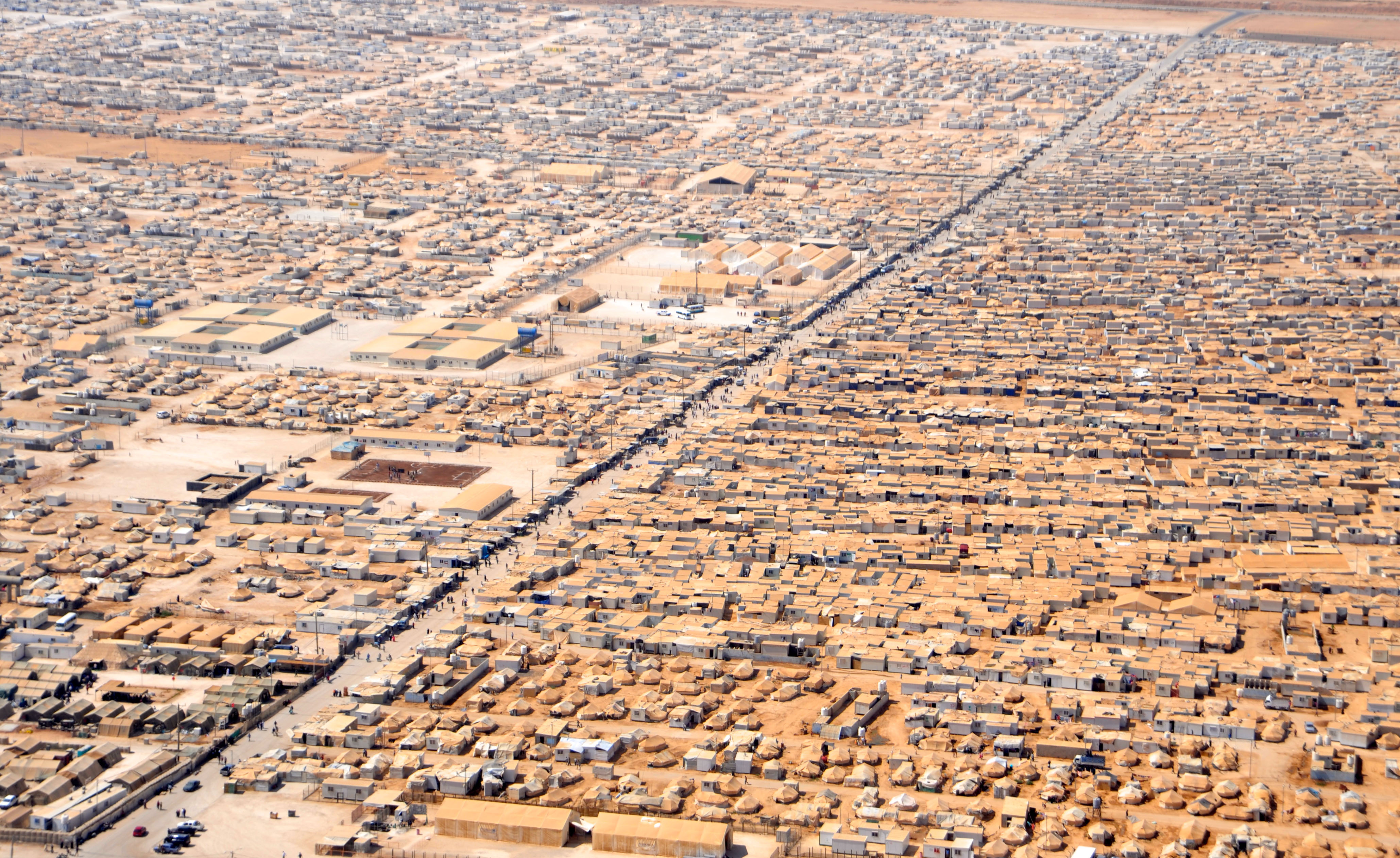
요르단에 있는 시리아 난민 캠프

유엔난민기구는 난민들이 머무르는 국가와 협동해 난민들이 일하고 보호받는 권리를 도와준다:
난민들이 다른 국가에서도 생업을 이어갈 수 있도록 도와준다. 생활을 할 수준이 되도록 지원해주는 프로그램을 통해 일자리를 매칭시켜 준다. 이러한 지원 과정은 스스로 자립할 수 있도록 돕는 것이다. 돈,음식,주거 문제등을 인도적 차원에서 짧은기간 지원해 도와주고 점진적으로는 자립하도록 돕다.
인도적 지원이 성공하기 위해서는, 난민을 받아들이는 것에 대한 이해가 중요하다. 난민에 대한 충분한 지원이 성공한다면, 난민을 받아준 국가에도 도움이 되는 일이다. 그렇지만, 효과창출을 위해 경제적인 지원을 해주는 것을 의미하지는 않다.

### 튀르키예

시리아 주변 국가들에 있는 시리아 난민의 수

튀르키예에는 210만명이 넘는 시리아 난민이 있다. 어느 나라보다 훨씬 많은 수치이다. 30% 시리아 난민이 시리아와 튀르키예의 국경지역의 22개 튀르키예국가지원 난민캠프에서 지내고 있다. 그렇지만 튀르키예의 법에 따르면 이르면 임시적으로 보호받는 상태이다. 임시보호상태에 등록되면 튀르키예 정부에 의해 건강과 교육에 대한 지원을 받을 수 있다. 그렇지만 여전히 난민 3분의1이 등록되지 않은 상태이다.

### 레바논
레바논 정부는 레바논 영토안에 시리아 난민 캠프 세우는것을 거부해왔다. 이 정책 때문에 시리아 난민들은 레바논 전체에 흩어져 머무르고 있다. 대부분의 시리아 난민들이 1700 여곳에 걸쳐 숙박지역을 빌려서 사용하고 있다. 5분의1은 정착지역이 아닌 곳에 머무르고있으며, 대부분은 국경 근처에 지내고 있다.

### 요르단

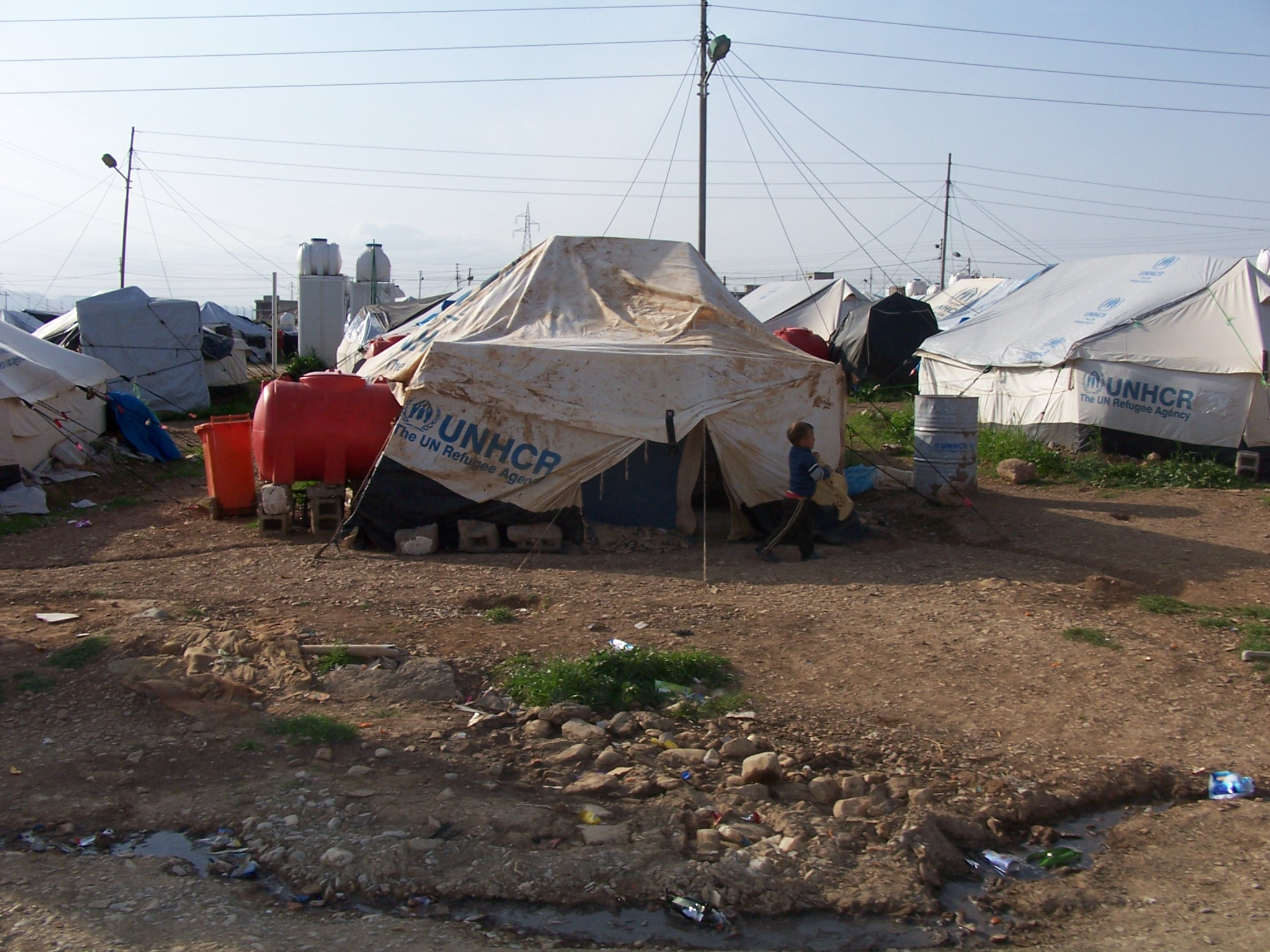
이라크 북쪽 지역에 있는 난민 캠프

요르단에 있는 몇몇 난민캠프에는 10만명의 난민들이 머무르고 있다.

### 이라크
몇몇 난민캠프는 이라크의 북부 지역에 있다. 크루디시 지역 정부가 대부분 캠프를 지원하고 있다.

### 걸프만(페르시아만 지역) 국가들
국제 인권기구인 엠네스티는 카타르,아랍에미레이트연합,사우디아라비아,쿠웨이트,바레인이 시리아 난민에 대해 어떠한 지원도 하지 않고 있다고 보고했다. 걸프만의회가 난민을 수용하기로 결정하기만 한다면, 한해에 300만명의 난민들을 수용할 수 있다고 알려졌다.  사우디 아라비아에는 10만명의 시리아 난민들이 임식적으로 거주하고 있다고 알려졌다. 그렇지만 사우디아라비아에 있는 시리아인들은 난민으로 인정받지 못하고 있다.

### 아르메니아
아르메니아 정부에 따르면, 시리아 내전 상황이 시작될때부터 17,000명의 시리아 난민들이 거주하고 있는 것으로 알려졌다. 대부분은 미국의 윤리적 지원을 받아 아르메니아에 도착했다. 2015년 7월 13,000명이 여전히 아르메니아에 있는 것으로 밝혀졌다.

## 같이 보기
- Kurdish refugees
- Refugees of Iraq
  - Iraqis in Syria
- Turkish involvement in the Syrian Civil War
- Refugees of the Libyan civil war
- Sahrawi refugees
- European migrant crisis
- Spillover of the Syrian Civil War